# 진천상산초등학교
진천상산초등학교는 대한민국 충청북도 진천군 진천읍 읍내리에 있는 공립 초등학교다.

## 학교 연혁
- 1905년 10월 28일 사립 상산학교 창설
- 1911년 10월 2일 진천공립보통학교4년제 개교설립인가 6월 3일
- 1921년 4월 1일 6년제 개편
- 1938년 4월 1일 진천상산공립심상소학교로 개칭
- 1940년 11월 25일 현 위치로 이전(現 삼수초등학교 자리에서)
- 1941년 4월 1일 진천상산공립국민학교로 개칭
- 1950년 6월 1일 진천상산국민학교로 교명 변경
- 1982년 3월 1일 병설유치원 개원(1학급)
- 1996년 3월 1일 진천상산초등학교로 개칭
- 2005년 10월 3일 개교 100주년
- 2016년 2월 27일 제104회 졸업(총 17,803명)
- 2016년 3월 1일 일반 43학급, 특수 2학급 편성
- 2016년 7월 29일 MOU 체결(중국 龍井實驗小學校[깨진 링크(과거 내용 찾기)], 한국 진천상산초등학교)
- 2016년 9월 1일 병설유치원 통합(진천유치원으로 이전)
- 2017년 2월 16일 제105회 졸업(총 17,997명)
- 2017년 3월 1일 일반 41학급, 특수 2학급 편성
- 2017년 5월 28일 유치원 건물 리모델링 사업영어전담실, 음악실, 무용실, 상담실, 방과후교실, 교사휴게실
- 2017년 6월 6일 교육사랑관 도색작업
- 2017년 11월 11일 학교운동장 농구대 설치
- 2018년 2월 12일 제106회 졸업식(총 18,168명)
- 2018년 3월 1일 38학급 편성
- 2019년 1월 9일 제107회 졸업식(총 18,323명)
- 2019년 3월 1일 39학급 편성
- 2020년 1월 7일 제108회 졸업식(총 18,492명)
- 2020년 3월 1일 37학급 편성
- 2020년 9월 1일 제39대 이선영 교장 부임
- 2021년 2월 8일 제 109회 졸업 158명 (총 18,650명)
- 2021년 3월 1일 35학급 (일반 33, 특수 2) 편성
- 2022년 1월 6일 제 110회 졸업 141명 (총 18,791명)
- 2022년 3월 1일 충청북도교육청 지정 미디어리터러시 교육 연구학교 (2022-2023학년도)
- 2023년 1월 6일 제 111회 졸업 148명 (총 18,939명)
- 2023년 3월 1일 제40대 김영순 교장 취임
- 2023년 3월 1일 32학급 (일반 31, 특수1) 편성

## 참고 자료
- 진천상산초등학교 - 한국교육학술정보원 학교알리미